# British Racing Partnership
British Racing Partnership, auch als B.R.P. bezeichnet, war ein britisches Motorsportteam, das 1963 und 1964 mit Eigenkonstruktionen in der Formel-1-Weltmeisterschaft am Start war.

## Geschichte
British Racing Partnership wurde im November 1957 von Ken Gregory und Alfred Moss gegründet. Beide standen in einer engen Verbindung zu dem britischen Rennfahrer Stirling Moss, Ken Gregory war sein Manager und Alfred Moss sein Vater. Moss stellte die Finanzierung des Teams sicher, Gregory fungierte als Teammanager. Alfred Moss hatte vor dem Zweiten Weltkrieg eine Ausbildung zum Zahnarzt gemacht und war als Rennfahrer aktiv. 1924 wurde er Sechzehnter beim 500-Meilen-Rennen von Indianapolis. Nach dem Krieg erwarb er eine Farm in Tring, wo der neue Rennstall in einer Garage seine Heimat fand.
Zum Zeitpunkt der Gründung war Stirling Moss ein etablierter und erfolgreicher Rennfahrer. Nach seinem Engagement bei Mercedes-Benz fuhr er 1956 bei Maserati und unterschrieb Anfang 1957 einen Zweijahresvertrag bei Vanwall. Sowohl die Saison 1956 als auch die Fahrerweltmeisterschaft 1957 beendete er als Zweiter.
Der Aufbau von B.R.P. hatte zwei Gründe. Einerseits war durch die verschiedenen Werksengagements von Stirling Moss viel freie Zeit bei Gregory und Alfred Moss entstanden, die sich zu Beginn der Rennkarriere von Stirling intensiv um dessen Fortkommen gekümmert hatten. Anderseits wollte Stirling viele Rennen fahren, und seine Werksverträge waren fast nur auf die Einsätze bei Weltmeisterschaftsläufen beschränkt. Dieser Mangel sollte mit dem eigenen Rennstall behoben werden. Diese Zielsetzung bestand jedoch nur auf dem Papier und war eine Idee. Schon für den ersten Rennwagen wurde ein anderer Fahrer verpflichtet.
Eine weitere wichtige Person bei BRP war der Mechaniker Tony Robinson. Robinson hatte 1953 als Mechaniker für Stirling Moss gearbeitet und war eng mit seinen Eigenheiten vertraut. Im Herbst 1957 arbeitete Robinson für Bruce Halford und wurde kurzerhand abgeworben.

## Monopostorennen

### Erste Renneinsätze 1958

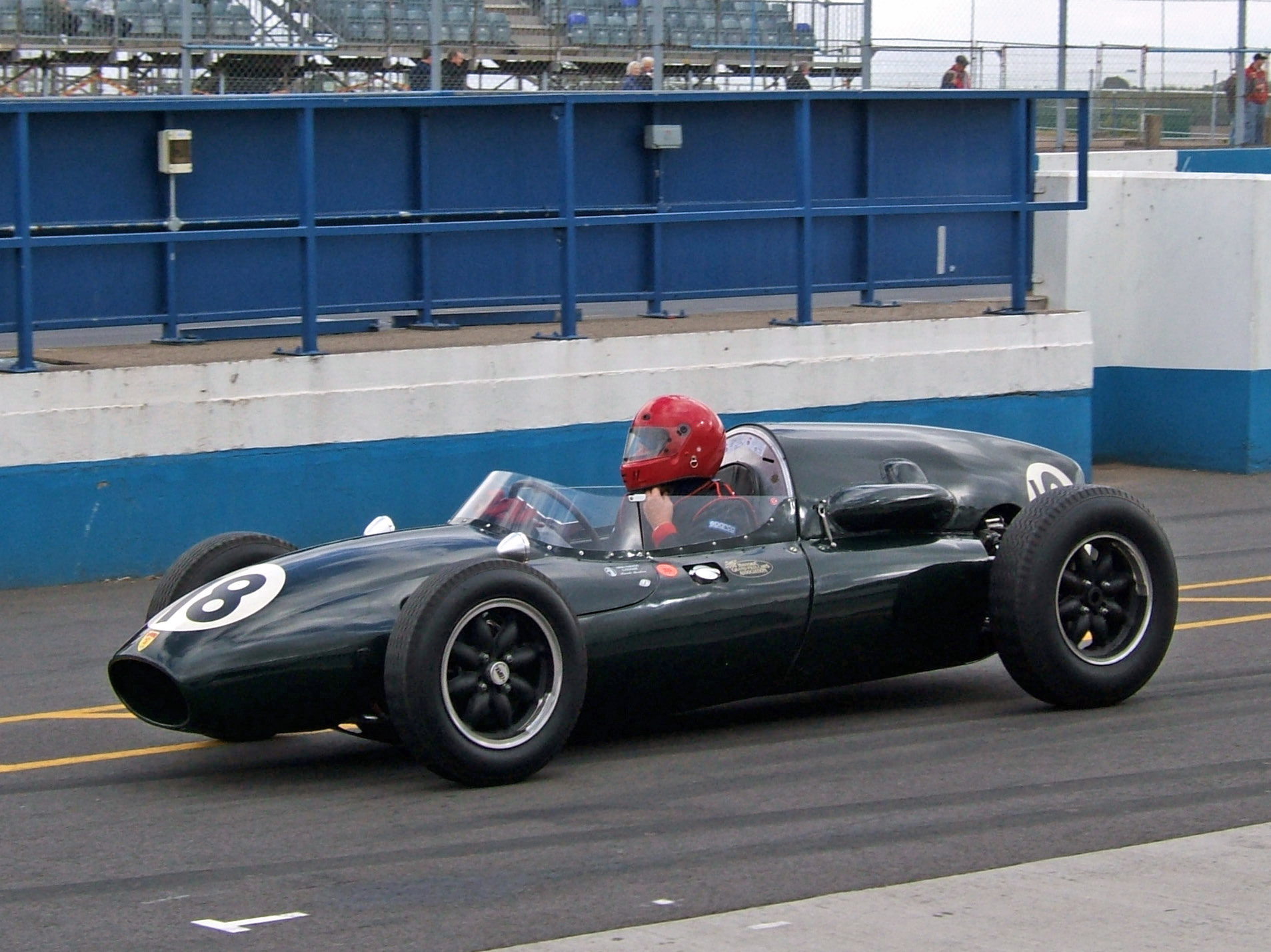
Der erste Rennwagen der bei B.R.P. eingesetzt wurde; der Cooper T45

Das erste Rennfahrzeug von B.R.P. war ein Formel-2-Cooper, der T45. Erster Einsatzfahrer bei B.R.P. war der 27-jährige Brite Stuart Lewis-Evans, Teamkollege von Stirling Moss bei Vanwall. Lewis-Evans sollte mit dem T45 bei Formel-2-Rennen an den Start gehen. Jedoch hatte er genauso wenig freie Rennzeiten wie Stirling Moss, da sich die Termine von Formel-1- und Formel-2-Rennen oft überlappten. Deshalb wurde der Nachwuchsfahrer Tommy Bridger, der aus der Formel 3 kam, als zweiter Fahrer verpflichtet.
Das erste Rennen bestritt B.R.P. am 7. April 1958. Lewis-Evans fuhr mit dem T45 den Lavant Cup in Goodwood. Er verpasste einen ersten Podiumsplatz im ersten Rennen denkbar knapp. Lewis-Evans und Cliff Allison überfuhren die Ziellinie mit der gleichen Rennzeit. Allison wurde Dritter, Lewis-Evans Vierter. In der Meldeliste tauchte auch Tommy Bridger mit einem Cooper T43 auf; allerdings besaß das Team nie einen T43. Am selben Tag fand in Goodwood auch die Glover Trophy statt, ein nicht zur Weltmeisterschaft zählendes Formel-1-Rennen. In den 1950er-Jahren war es nicht ungewöhnlich, dass Rennen in unterschiedlichen Monopostoklassen zur gleichen Zeit stattfanden. Lewis-Evans bestritt dieses Rennen für das Team von Bernie Ecclestone, sodass Bridger zu seinem ersten Renneinsatz kam, bei dem er den neuen T45 bei einem Unfall erheblich beschädigte.
Im Mai 1958 pilotierte Bridger einen B.R.P.-Rennwagen erstmals unter die ersten Drei. Bei der Crystal Palace Trophy wurde er hinter dem Werks-Cooper von Ian Burgess Zweiter. Im Ziel betrug sein Rückstand nur zwei Zehntelsekunden. Zwei Wochen später folgte der erste Rennsieg. In Brands Hatch gewann Lewis-Evans das Rennen vor Dennis Taylor im Lotus 12 und Ian Burgess, der einen privat gemeldeten Cooper T43 fuhr.
Den ersten Start bei einem zur Weltmeisterschaft zählenden Formel-1-Rennen hatte die Rennmannschaft beim Großen Preis von Marokko 1958. Das Rennen, das auf dem Circuit d’Ain-Diab in der Nähe von Casablanca am 19. Oktober 1958 stattfand, war sowohl für Formel-1- als auch für Formel-2-Rennwagen ausgeschrieben. Das Rennen endete mit einem tödlichen Unfall, der auf die weitere Entwicklung des Teams Auswirkungen hatte. Stuart Lewis-Evans war in der 41 Runde durch einen Motorschaden an seinem Werks-Vanwall VW4 ausgefallen. Auslaufender Treibstoff entzündete sich am heißen Motor und der Fahrer erlitt lebensgefährliche Brandverletzungen, an denen er fünf Tage später starb. Den B.R.P.-T45 hatte Tommy Bridger gesteuert, der in der 20. Runde durch einen Unfall ausschied, dabei aber unverletzt blieb. Es war Bridgers einziger Start bei einem Formel-1-Weltmeisterschaftslauf.

### Weltmeisterschaft der Formel-1- und Formel-2-Rennen 1959

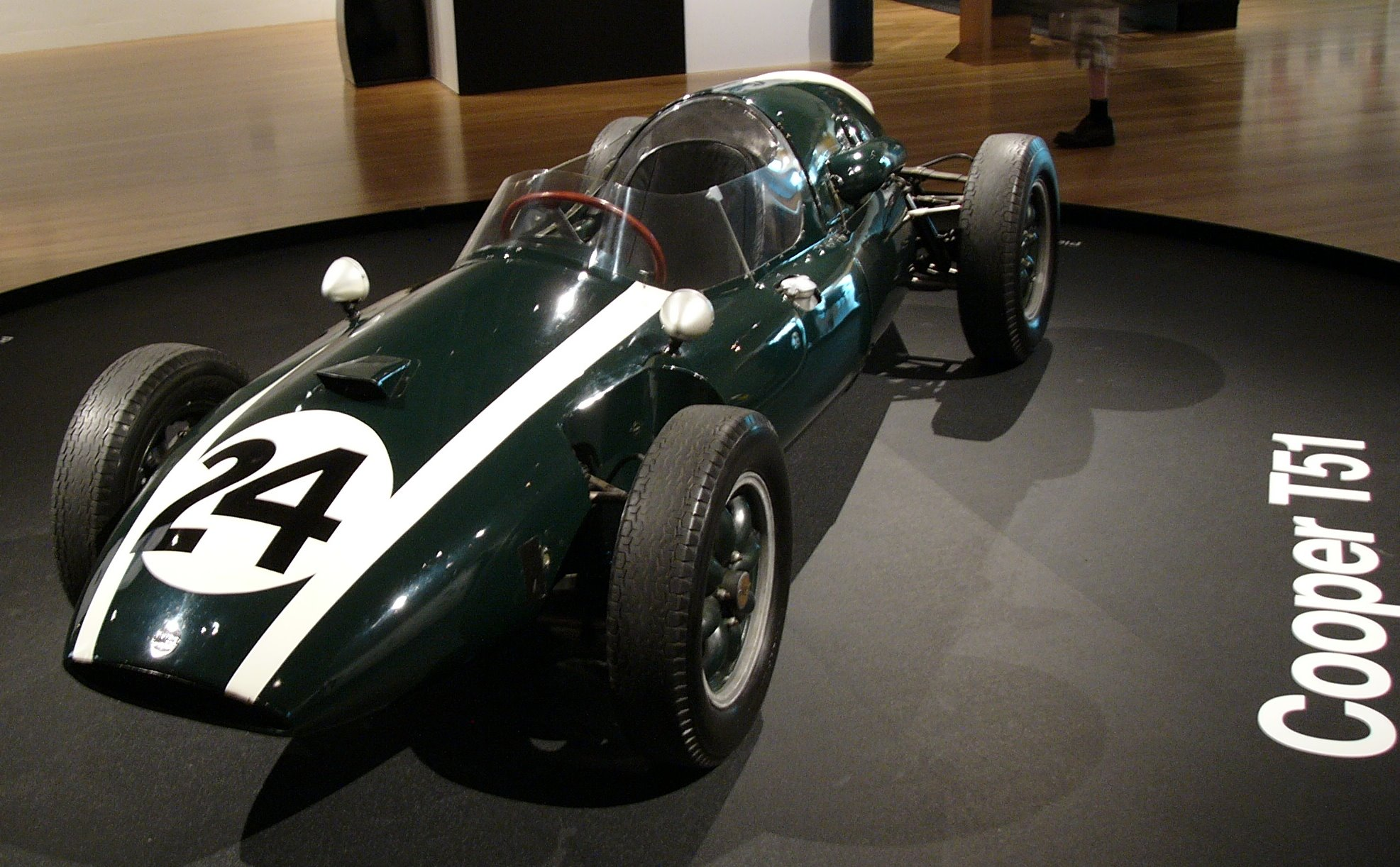
Cooper T51; BRP stattete ihren T51 1959 mit einem 1,5-Liter-4-Zylinder-Borgward-Motor aus

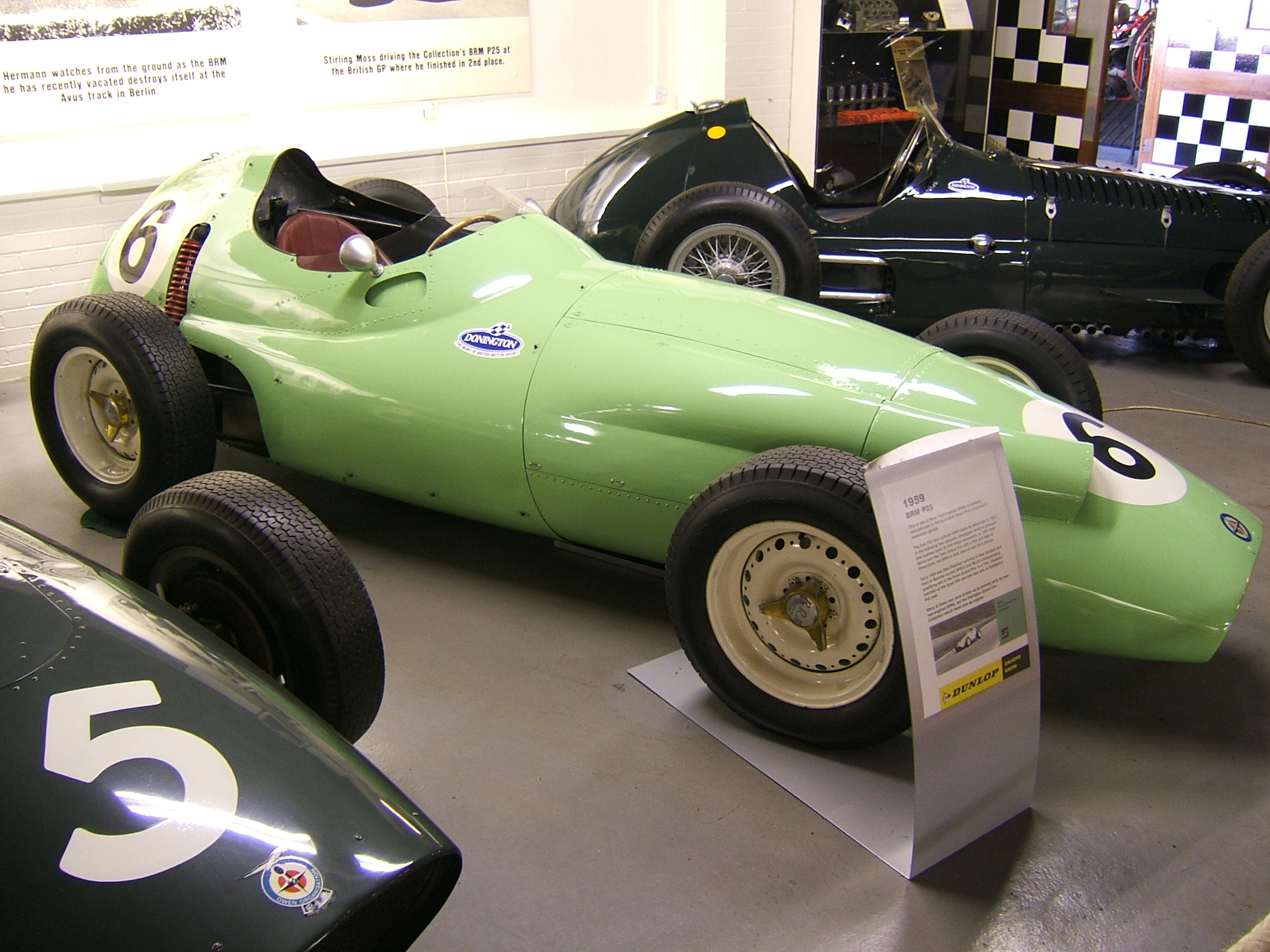
Der BRP-BRM P25, mit dem Stirling Moss Zweiter beim Großen Preis von Großbritannien 1959 wurde

Durch den Tod von Lewis-Evans hatte B.R.P. seinen Spitzenfahrer verloren, und die Teamführung musste sich für 1959 neu orientieren. Durch den Rückzug von Vanwall wurde die ursprüngliche Idee, Rennfahrzeuge für Stirling Moss vorzubereiten, wieder reaktiviert, und Moss sagte zu, neben seinem Engagement für das Rob Walker Racing Team auch Rennen für B.R.P. zu fahren. Als weitere Piloten wurden Ivor Bueb, der 1955 und 1957 das 24-Stunden-Rennen von Le Mans gewonnen hatte, und der Nachwuchsfahrer George Wicken verpflichtet. Das Team erwarb zwei neue Cooper T51 und bestückte sie mit 1,5-Liter-Borgward-Motoren.
Da in der Formel-1-Saison 1959 auch weiterhin Fahrzeuge der Rennformel 2 zugelassen waren und B.R.P. dazu eine Fülle von Formel-2-Rennen ohne Meisterschaftsstatus bestritt, wartete auf die Mannschaft eine ordentliche Aufgabe. Die Entscheidung für die Triebwerke erwies sich als nicht unproblematisch. Die kleinen Triebwerke glänzten zwar durch geringen Treibstoffverbrauch, waren aber nicht so leistungsstark wie die Motoren von Climax und B.R.M., die ebenfalls in den T51 zum Einsatz kamen. Große Erfolge blieben daher in der ersten Saisonhälfte aus. Bueb erzielte einige Topplatzierungen, der junge Wicken fiel gegenüber dem etablierten Klassefahrer aber deutlich ab und wurde Mitte der Saison durch einen weiteren Nachwuchsfahrer – Chris Bristow – ersetzt. Bristow rechtfertigte die Verpflichtung mit dem Erfolg bei der John Davy Trophy in Brands Hatch. Es blieb der einzige Rennerfolg dieses Jahres. Einige Tage davor hatte das Team einen schweren Verlust hinnehmen müssen. Ivor Bueb war bei der Trophée d’Auvergne schwer verunglückt und starb zwei Tage vor dem Sieg von Bristow an seinen schweren Verletzungen. Um bei den Rennen zur Formel-1-Weltmeisterschaft bestehen und Stirling Moss für seine Einsätze ein siegfähiges Auto zur Verfügung stellen zu können, erwarben Gregory und Alfred Moss einen weiteren Rennwagen – einen BRM P25. Mit diesem Kauf waren die Eigentümer ein erhebliches Risiko eingegangen, da die finanziellen Ressourcen so gut wie erschöpft waren.
Den ersten Grand-Prix-Start mit dem BRM P25 hatte Moss beim Großen Preis von Frankreich 1959 in Reims. Nachdem der Wagen in der Boxengasse während des Rennens angeschoben worden war, sprach die Rennleitung eine Disqualifikation aus. Beim Großen Preis von Großbritannien waren neben Moss im P25 auch Bristow und Bueb im Cooper T51 am Start. Im Rückblick war dieses Rennen das erfolgreichste Formel-1-Rennen der Teamgeschichte. Nach der Zieldurchfahrt fehlten Stirling Moss, der Zweiter wurde, 22 Sekunden auf den Rennsieger – Jack Brabham im Werks-Cooper T51. Bristow wurde Zehnter und Bueb 13.
Beim Großen Preis von Deutschland auf der AVUS steuerte der Deutsche Hans Herrmann den BRM. Dessen Unfall und die dabei gemachten Fotos gingen in die Motorsportgeschichte ein. Beim Anbremsen der Südkehre hatte der Wagen ein Bremsversagen und überschlug sich mehrmals. Herrmann wurde aus dem Wagen geschleudert und blieb wie durch ein Wunder unverletzt.

### Die Saison 1960
Die Investitionen des Vorjahres hatten die finanziellen Möglichkeiten der Eigentümer wesentlich eingeschränkt. Ein weitergehendes Budgetieren aus Eigenmitteln schien für die neue Saison nicht mehr möglich. Gregory gelang es, einen Finanzier zu gewinnen, der die Zahlungen des Rennteams übernahm. Willam, Paul und Fabian Samengo-Turner führten ein Finanzhaus und gaben für ihre Motorsportleidenschaft sehr viel Geld aus. Das Team wurde umfirmiert und erhielt den Unternehmensnamen der drei Brüder: Yeoman Credit Racing Team. Diese Teambezeichnung aber ausschließlich mit B.R.P. in Verbindung zu bringen greift zu kurz. Denn in späteren Jahren hatte auch Reg Parnell eine Sponsorverbindung mit diesem Unternehmen und ging unter der Bezeichnung Yeoman Credit Racing an den Start. Eine Verbindung zwischen B.R.P. und Reg Parnell Racing existierte jedoch nicht. Nur 1960 ist eindeutig B.R.P. Yeoman Credit. Die Teamführung blieb unverändert in Händen von Gregory und Moss.
Als neuer Spitzenfahrer – Chris Bristow blieb im Team – wurde der US-Amerikaner Harry Schell verpflichtet. Schell verunglückte im Mai bei einem Sportwagenrennen tödlich, und das Team stand wieder ohne Spitzenfahrer da. Nach einigem Hin und Her wurde entschieden, ein drittes T51-Fahrgestell zu erwerben und die drei Wagen mit 2,5-Liter-Versionen des Coventry Climax FPF auszustatten. Als Ersatz für Schell kam Tony Brooks neben Bristow ins Team. Den dritten Wagen pilotierten abwechselnd Henry Taylor, Bruce Halford, Olivier Gendebien sowie Jack Sears. Gendebien wurde Zweiter beim Großen Preis von Frankreich und Dritter beim Großen Preis von Belgien, wo Chris Bristow tödlich verunglückte.
Brooks bestes Ergebnis war der vierte Endrang beim Großen Preis von Monaco. Im Konstrukteurspokal blieb das Team erneut unplatziert, da die erzielten Punkte dem jeweiligen Konstrukteur – in diesem Fall Cooper – zugerechnet wurden.

### Die Formel-1-Saison 1961

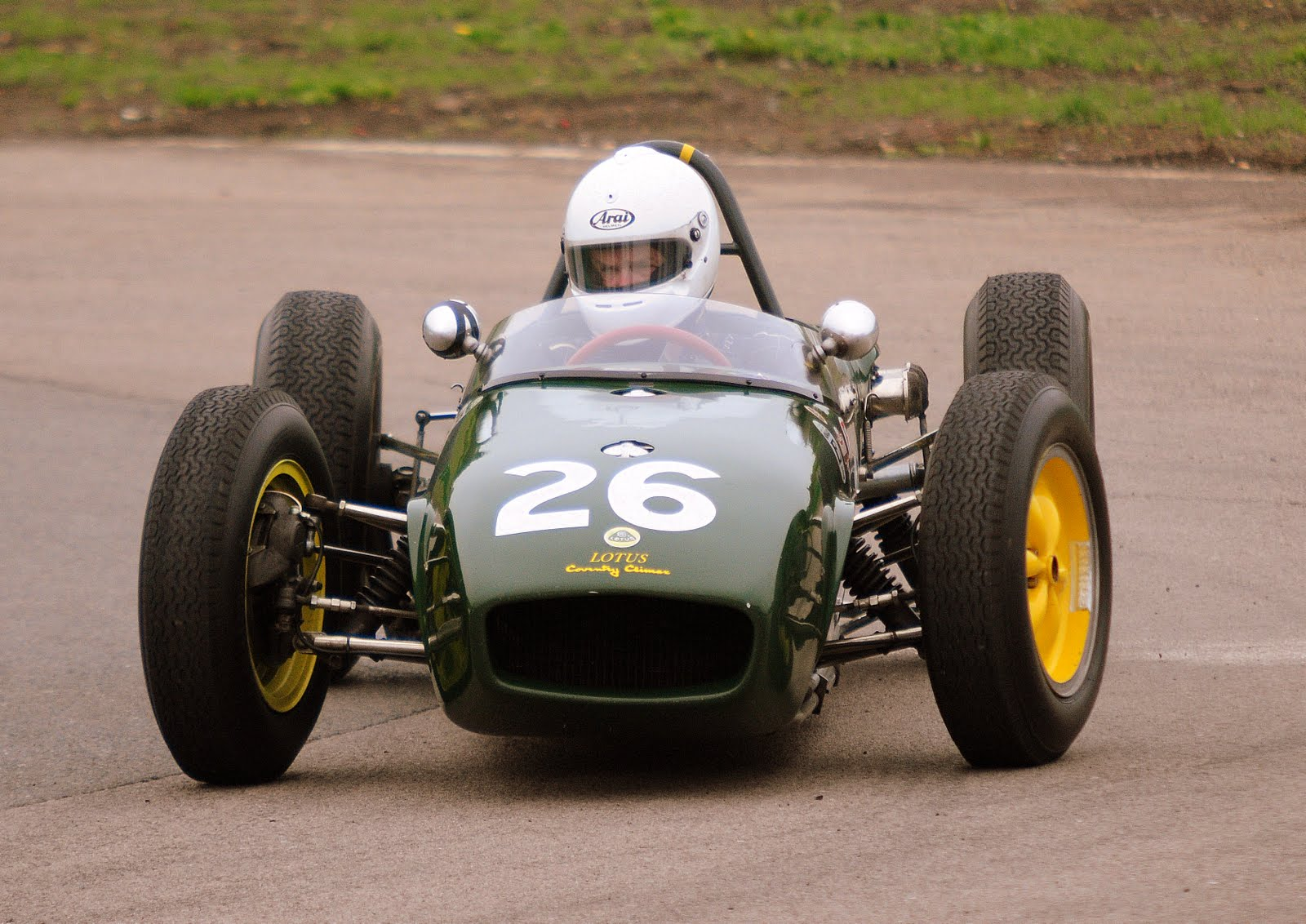
Ein Lotus 18 2010 im Mallory Park

Schon vor dem Ablauf der Vorjahressaison war es zum Zerwürfnis zwischen den Samengo-Turner-Brüdern und der B.R.P.-Teamführung gekommen. Drei tote Rennfahrer innerhalb eines Jahres – Schell war in einem teameigenen Cooper-Sportwagen verunglückt – waren den Brüdern eindeutig zu viel und sie lösten den Sponsorvertrag vorzeitig auf. Gregory musste sich auf die Suche nach einem neuen Geldgeber machen. Fündig wurde er rasch. Der United Dominions Trust übernahm die Finanzierung und das Team ging 1961 unter der Bezeichnung UDT Laystall Racing Team an den Start.
Gregory nahm Kontakt zu Colin Chapman auf und erwarb drei Lotus 18, drei Lotus 19 und einen Lotus Elite. Die Lotus 18 wurden in der Formel-1-Weltmeisterschaft gefahren, die Lotus 19 und der Elite waren Sportwagen. In der Formel 1 waren Cliff Allison und Henry Taylor am Start. Einzelne Rennen bestritten Lucien Bianchi, Masten Gregory und der Argentinier Juan Manuel Bordeu. Das Jahr verlief erfolglos, denn die Rennmannschaft erreichte keine einzige Platzierung in den Punkterängen.

### Die Formel-1-Saison 1962
Das Team blieb auch 1962 bei Monopostorennen so gut wie erfolglos. Auch der von Colin Chapman im Streit geschiedene Innes Ireland konnte diesen Trend nicht ändern. Die beste Platzierung war der fünfte Rang von Ireland beim Großen Preis von Südafrika.

### 1963 und der BRP Mk1
Nach der dauerhaften Erfolglosigkeit wurde Ende 1962 der Sponsorvertrag von UDT Laystall gekündigt. Auch die Suche nach einem neuen Rennfahrzeug gestaltete sich schwierig. Lotus ließ auf den Lotus 24 – der im Vorjahr von B.R.P. eingesetzt wurde – den Lotus 25 folgen, der allerdings dem Werksteam vorbehalten blieb. Bei B.R.P. entschloss man sich daher zur Entwicklung eines eigenen Rennwagens – dem BRP Mk1. Das Fahrzeug war nicht komplett neu entwickelt, sondern basierte weitgehend auf dem Lotus 24. Auch der BRM-V8-Motor wurde aus dem Lotus übernommen. Innes Ireland wurde 1963 mit dem Mk1 Vierter beim Großen Preis der Niederlande und dem Großen Preis von Italien.

### 1964 und der BRP Mk2
1964 wurde der BRP 1 durch den BRP Mk2 ersetzt.

## Sportwagenrennen

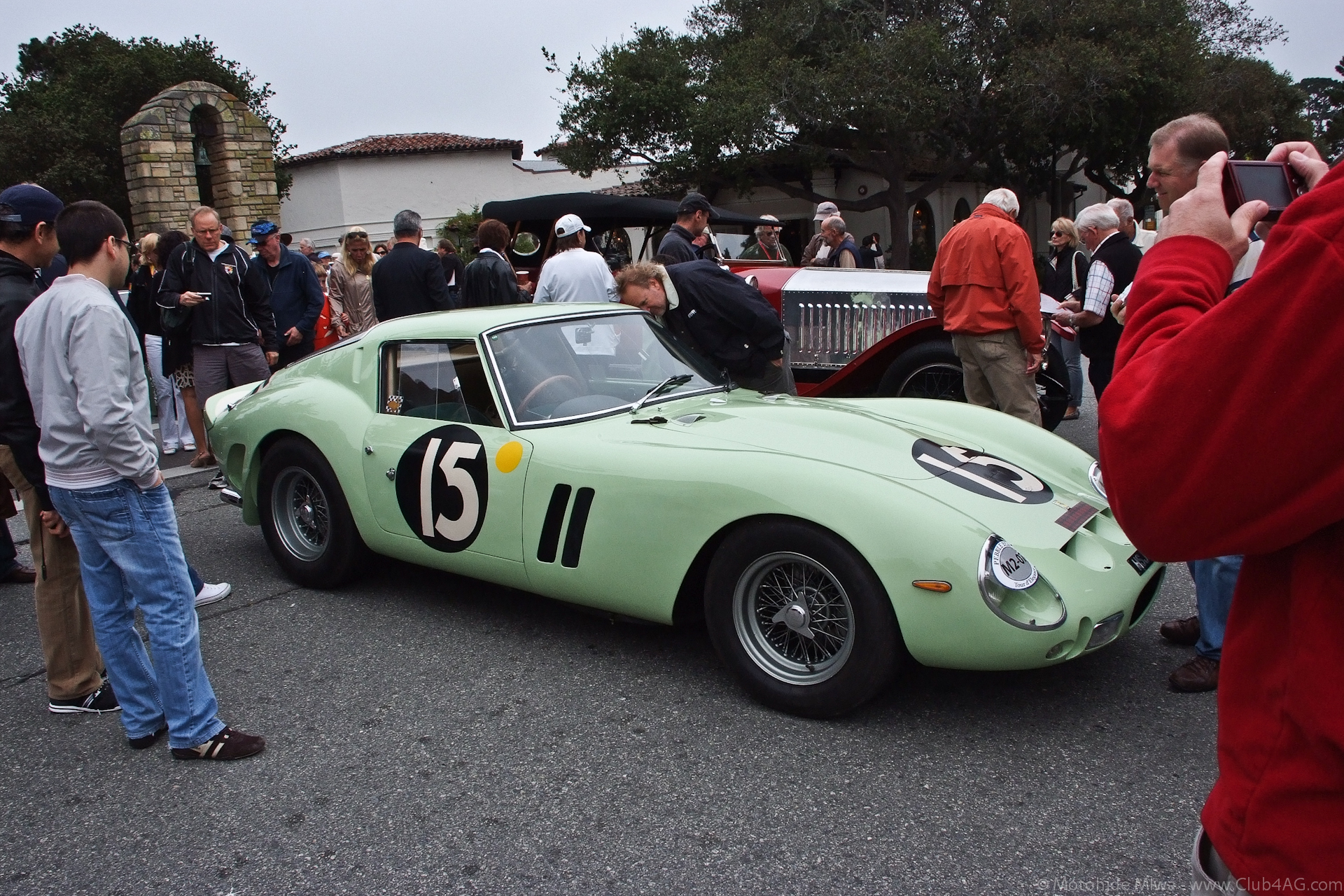
Der ehemalige B.R.P.-Ferrari 250 GTO mit der Startnummer 15; Siegerwagen der RAC Tourist Trophy 1962, hier bei den Monterey Historics 2011

Im Gegensatz zu den Formel-Aktivitäten des Teams ist über die Sportwageneinsätze von B.R.P. wenig publiziert. So wird in den Darstellungen über B.R.P. fast nie erwähnt, dass das Team 1962 einen Wertungslauf zur Sportwagen-Weltmeisterschaft – die RAC Tourist Trophy 1962 – gewann. Eingefahren wurde der Sieg von Innes Ireland am Steuer eines Ferrari 250 GTO. Auch beim 24-Stunden-Rennen von Le Mans desselben Jahres war das Team am Start. Dort teilte sich Ireland das Cockpit des GTO mit Masten Gregory. Für das Duo endete das Rennen nach 165 Runden mit einem Schaden an der Batterie.
Vor dem Rennen war es zu einem Eklat gekommen, weil die Offiziellen des ACO den beiden Lotus 23, die vom Werksteam und von B.R.P. gemeldet wurden, die Teilnahme versagten. Der Werkswagen hatte einen 1-Liter-Ford-Motor, der B.R.P.-Wagen einen 0,7-Liter-Climax-Motor (Fahrer Les Leston und Tony Shelly). Die Wagen galten als Favoriten in ihren Klassen, und Stunden nach der Abnahme sickerte durch, dass der ACO dem Druck der französischen Teams nachgegeben hatte und dem Lotus 23 mangelnde Sicherheit attestierte. Chapman reiste ab und machte seine Ankündigung wahr, nie wieder mit einem Werkswagen nach Le Mans zu kommen.
Im Jahr davor scheiterten Cliff Allison und Mike McKee nach 102 Runden durch einen Motorschaden an ihrem Lotus Elite.

## Ergebnisse

### Siege in der Sportwagen-Weltmeisterschaft
| Jahr | Rennen             | Fahrzeug        | Fahrer 1      |
| ---- | ------------------ | --------------- | ------------- |
| 1962 | RAC Tourist Trophy | Ferrari 250 GTO | Innes Ireland |